# PowerArchiver
PowerArchiver is een archiverings- en compressieprogramma voor Windows. PowerArchiver beschikt net als Microsoft Office 2007+ over een ribbon, waardoor meer functionaliteit in één keer getoond kan worden. De ribbon-interface is optioneel en kan uitgeschakeld worden om schermruimte te besparen. Het programma wordt ontwikkeld door ConeXware en wordt uitgebracht als shareware: na een proefperiode van 40 dagen dient er betaald te worden.

## Geschiedenis
PowerArchiver werd gelanceerd in maart 1999. Het programma werd aangekondigd als een gratis programma, geschreven in Delphi. Het programma werd shareware in juni 2001. De eerste versie werd onder de naam EasyZip uitgebracht.

## Bestandsformaten
PowerArchiver kan volgende bestandsformaten in- en uitpakken: ZIP, ZIPX, TAR/GZ/BZ2, CAB en ISO. Het kan ook nog 20 andere formaten openen, waaronder RAR en ACE.